# ウォーカーヒル
座標: 北緯37度33分18.8秒 東経127度6分39.2秒 / 北緯37.555222度 東経127.110889度
ウォーカーヒル（英：Walkerhill）は、韓国の首都、ソウル特別市広津区広壮洞山に位置するホテルアンドリゾートの地域である。
漢江とアチャ山に包まれたウォーカーヒルホテルアンドリゾート（英名：WALKERHILL HOTEL & RESORT）が運営している『グランドウォーカーヒルソウル(Grand Walkerhill Seoul)』、『ビスタウォーカーヒルソウル(Vista Walkerhill Seoul)』、そして『ダグラスハウス(Douglas House)』があり、韓国人にとっても外国からの旅行者にとっても有名な場所の1つとなっている。ウォーカーヒルという地名は初代駐韓米8軍の司令官であったW.ウォーカー将軍の名に由来する。

## よく知られている主なカジノ
カジノ抜きにはウォーカーヒルを語ることができないと言っても過言ではなく、多くの旅行者を惹きつけてやまない。
- パラダイス・ウォーカーヒルカジノ - ウォーカーヒル地域では最大であり韓国内でも特に有名なカジノで、高級ホテル：「グランドウォーカーヒルソウル」内にある。